# Torna az 1988. évi nyári olimpiai játékokon
Az 1988. évi nyári olimpiai játékokon a tornában tizenöt versenyszámban osztottak érmeket.

## Férfi

### Éremtáblázat
A táblázatban a rendező ország csapata eltérő háttérszínnel, az egyes számoszlopok legmagasabb értéke vagy értékei vastagítással kiemelve.
| Az 1988. évi nyári olimpiai játékok éremtáblázata férfi tornában | Az 1988. évi nyári olimpiai játékok éremtáblázata férfi tornában | Az 1988. évi nyári olimpiai játékok éremtáblázata férfi tornában | Az 1988. évi nyári olimpiai játékok éremtáblázata férfi tornában | Az 1988. évi nyári olimpiai játékok éremtáblázata férfi tornában | Olimpia  |
| ---------------------------------------------------------------- | ---------------------------------------------------------------- | ---------------------------------------------------------------- | ---------------------------------------------------------------- | ---------------------------------------------------------------- | -------- |
|                                                                  | Ország                                                           | Arany                                                            | Ezüst                                                            | Bronz                                                            | Összesen |
| 1.                                                               | Szovjetunió (URS)                                                | 8                                                                | 3                                                                | 1                                                                | 12       |
| 2.                                                               | NDK (GDR)                                                        | 1                                                                | 2                                                                | 3                                                                | 6        |
| 3.                                                               | Kína (CHN)                                                       | 1                                                                | 0                                                                | 1                                                                | 2        |
| 4.                                                               | Bulgária (BUL)                                                   | 1                                                                | 0                                                                | 0                                                                | 1        |
| 4.                                                               | Magyarország (HUN)                                               | 1                                                                | 0                                                                | 0                                                                | 1        |
|                                                                  |                                                                  |                                                                  |                                                                  |                                                                  |          |
| 6.                                                               | Japán (JPN)                                                      | 0                                                                | 0                                                                | 2                                                                | 2        |
| 7.                                                               | Dél-Korea (KOR)                                                  | 0                                                                | 0                                                                | 1                                                                | 1        |
| 7.                                                               | Románia (ROU)                                                    | 0                                                                | 0                                                                | 1                                                                | 1        |
|                                                                  |                                                                  |                                                                  |                                                                  |                                                                  |          |
| Összesen                                                         | Összesen                                                         | 12                                                               | 5                                                                | 9                                                                | 26       |

### Érmesek
A táblázatban a rendező ország csapata eltérő háttérszínnel kiemelve.
| Az 1988. évi nyári olimpiai játékok érmesei férfi tornában | | | |
| Versenyszám                                                | Arany | Ezüst | Bronz |
| Gyűrű                                                      | Dmitrij Bilozercsev · Szovjetunió (URS) · 19,925                                                                                                  | Nem adták ki | Sven Tippelt · NDK (GDR) · 19,875                                                                                                |
| Gyűrű                                                      | Holger Behrendt · NDK (GDR) · 19,925 | Nem adták ki | Sven Tippelt · NDK (GDR) · 19,875                                                                                                |
| Korlát                                                     | Vlagyimir Artyomov · Szovjetunió (URS) · 19,925                                                                                                   | Valerij Ljukin · Szovjetunió (URS) · 19,900                                                                        | Sven Tippelt · NDK (GDR) · 19,750                                                                                                |
| Lólengés                                                   | Borkai Zsolt · Magyarország (HUN) · 19,950 | Nem adták ki | Nem adták ki |
| Lólengés                                                   | Ljubomir Geraszkov · Bulgária (BUL) · 19,950 | Nem adták ki | Nem adták ki |
| Lólengés                                                   | Dmitrij Bilozercsev · Szovjetunió (URS) · 19,950                                                                                                  | Nem adták ki | Nem adták ki |
| Nyújtó                                                     | Vlagyimir Artyomov · Szovjetunió (URS) · 19,900                                                                                                   | Nem adták ki | Holger Behrendt · NDK (GDR) · 19,800                                                                                             |
| Nyújtó                                                     | Valerij Ljukin · Szovjetunió (URS) · 19,900 | Nem adták ki | Marius Gherman · Románia (ROU) · 19,800                                                                                          |
| Talaj                                                      | Szergej Harkov · Szovjetunió (URS) · 19,925 | Vlagyimir Artyomov · Szovjetunió (URS) · 19,900                                                                    | Lou Jün (Lou Yun) · Kína (CHN) · 19,850                                                                                          |
| Talaj                                                      | Szergej Harkov · Szovjetunió (URS) · 19,925 | Vlagyimir Artyomov · Szovjetunió (URS) · 19,900                                                                    | Iketani Jukio · Japán (JPN) · 19,850                                                                                             |
| Ugrás                                                      | Lou Jün (Lou Yun) · Kína (CHN) · 19,875 | Sylvio Kroll · NDK (GDR) · 19,862                                                                                  | Pak Csonghun (Park Jong-Hun) · Dél-Korea (KOR) · 19,775                                                                          |
| Összetett egyéni                                           | Vlagyimir Artyomov · Szovjetunió (URS) · 119,125                                                                                                  | Valerij Ljukin · Szovjetunió (URS) · 119,025                                                                       | Dmitrij Bilozercsev · Szovjetunió (URS) · 118,975                                                                                |
| Összetett csapat                                           | Szovjetunió (URS) · Vlagyimir Artyomov · Dmitrij Bilozercsev · Vladimer Gogoladze · Szergej Harkov · Valerij Ljukin · Vlagyimir Novikov · 593,350 | NDK (GDR) · Holger Behrendt · Ralf Büchner · Ulf Hoffmann · Sylvio Kroll · Sven Tippelt · Andreas Wecker · 588,450 | Japán (JPN) · Iketani Jukio · Jamada Takahiro · Konisi Hirojuki · Mizusima Kóicsi · Nisikava Daiszuke · Szató Tosiharu · 585,600 |

## Női

### Éremtáblázat
| Az 1988. évi nyári olimpiai játékok éremtáblázata női tornában | Az 1988. évi nyári olimpiai játékok éremtáblázata női tornában | Az 1988. évi nyári olimpiai játékok éremtáblázata női tornában | Az 1988. évi nyári olimpiai játékok éremtáblázata női tornában | Az 1988. évi nyári olimpiai játékok éremtáblázata női tornában | Olimpia  |
| -------------------------------------------------------------- | -------------------------------------------------------------- | -------------------------------------------------------------- | -------------------------------------------------------------- | -------------------------------------------------------------- | -------- |
|                                                                | Ország                                                         | Arany                                                          | Ezüst                                                          | Bronz                                                          | Összesen |
| 1.                                                             | Szovjetunió (URS)                                              | 4                                                              | 2                                                              | 3                                                              | 9        |
| 2.                                                             | Románia (ROU)                                                  | 3                                                              | 3                                                              | 2                                                              | 8        |
|                                                                |                                                                |                                                                |                                                                |                                                                |          |
| 3.                                                             | NDK (GDR)                                                      | 0                                                              | 1                                                              | 1                                                              | 2        |
| 3.                                                             | Bulgária (BUL)                                                 | 0                                                              | 1                                                              | 1                                                              | 2        |
|                                                                |                                                                |                                                                |                                                                |                                                                |          |
| 5.                                                             | Egyesült Államok (USA)                                         | 0                                                              | 0                                                              | 1                                                              | 1        |
|                                                                |                                                                |                                                                |                                                                |                                                                |          |
| Összesen                                                       | Összesen                                                       | 7                                                              | 7                                                              | 8                                                              | 22       |

### Érmesek
| Az 1988. évi nyári olimpiai játékok érmesei női tornában | | | |
| Versenyszám                                              | Arany | Ezüst | Bronz |
| Gerenda                                                  | Daniela Silivaș · Románia (ROU) · 19,924 | Jelena Susunova · Szovjetunió (URS) · 19,875                                                                                   | Gabriela Potorac · Románia (ROU) · 19,837                                                                                           |
| Gerenda                                                  | Daniela Silivaș · Románia (ROU) · 19,924 | Jelena Susunova · Szovjetunió (URS) · 19,875                                                                                   | Phoebe Mills · Egyesült Államok (USA) · 19,837                                                                                      |
| Felemás korlát                                           | Daniela Silivaș · Románia (ROU) · 20,000 | Dagmar Kersten · NDK (GDR) · 19,987                                                                                            | Jelena Susunova · Szovjetunió (URS) · 19,962                                                                                        |
| Ugrás                                                    | Szvjatlana Bahinszkaja · Szovjetunió (URS) · 19,905                                                                                                   | Gabriela Potorac · Románia (ROU) · 19,830                                                                                      | Daniela Silivaș · Románia (ROU) · 19,818                                                                                            |
| Talaj                                                    | Daniela Silivaș · Románia (ROU) · 19,937 | Szvjatlana Bahinszkaja · Szovjetunió (URS) · 19,887                                                                            | Diana Dudeva · Bulgária (BUL) · 19,850                                                                                              |
| Összetett egyéni                                         | Jelena Susunova · Szovjetunió (URS) · 79,662 | Daniela Silivaș · Románia (ROU) · 79,635                                                                                       | Szvjatlana Bahinszkaja · Szovjetunió (URS) · 79,400                                                                                 |
| Összetett csapat                                         | Szovjetunió (URS) · Szvjatlana Bahinszkaja · Szvjatlana Baitava · Natālija Laščonova · Jelena Sevcsenko · Jelena Susunova · Olha Sztrazseva · 395,475 | Románia (ROU) · Celestina Popa · Camelia Voinea · Eugenia Golea · Gabriela Potorac · Aurelia Dobre · Daniela Silivaș · 394,125 | NDK (GDR) · Gabriele Fähnrich · Martina Jentsch · Dagmar Kersten · Ulrike Klotz · Bettina Schieferdecker · Dörte Thümmler · 390,875 |

## Ritmikus gimnasztika
| Az 1988. évi nyári olimpiai játékok érmesei ritmikus gimnasztikában |                                   |                                    |                                           |
| Versenyszám                                                         | Arany                             | Ezüst                              | Bronz                                     |
| Egyéni                                                              | Marina Lobacs · Szovjetunió (URS) | Adriana Dunavszka · Bulgária (BUL) | Olekszandra Timosenko · Szovjetunió (URS) |